# Apatania shoshone
Apatania shoshone là một loài Trichoptera trong họ Apataniidae. Chúng phân bố ở miền Tân bắc.